# Lunar Orbiter 5
Lunar Orbiter 5, de laatste van het Lunar Orbiterprogramma, was ontworpen om extra foto’s te nemen van de landingsplekken voor het Apolloproject en Surveyorprogramma en om brede overzichtsopnamen te maken van de nog niet gefotografeerde delen van de achterkant van de maan. Deze satelliet was ook uitgerust om op de gebieden van landmeetkunde, stralingsniveau en inslag van micrometeorieten gegevens te verzamelen en werd gebruikt om het netwerk van volgstations voor de bemande ruimtevaart te testen. Op 5 augustus 1967 kwam Lunar Orbiter 5 in een elliptische bijna polaire baan terecht van 194,5 x 6023 km met een inclinatie van 85 graden en een periode van 8 uur 30 minuten. Op 7 augustus werd het laagste punt van de baan verlaagd tot 100 km en op 9 augustus werd de baan verlaagd tot 99 x 1499 km, met een periode van 3 uur 11 minuten.
Er werden foto’s gemaakt van 6 tot 18 augustus 1967 en deze werden op aarde ontvangen tot 27 augustus 1967. Totaal waren er 633 detailopnamen en 211 overzichtsopnamen met een oplossend vermogen van kleiner dan 2 meter.
Gezamenlijk hebben de Lunar Orbiters nu 99% van het maanoppervlak in kaart gebracht. De andere instrumenten leverden ook betrouwbare gegevens op. Het ruimtetuig kon gevolgd worden tot het 31 januari 1968 op commando op de Maan neerstortte op 2,79 graad Zuiderbreedte, 83 graden Westerlengte.
| Maanfoto’s               | In kaart brengen van -vooral de achterzijde - van de Maan. |
| Meteoriet detectoren     | Detectie van micrometeorieten in de omgeving van de maan   |
| Cesium Jodide dosimeters | Straling meten op de weg naar en rond de maan              |
| Selenodesie              | Zwaartekrachtveld en fysieke eigenschappen van de maan.    |